# Loris lydekkerianus
Loris lydekkerianus är en primat i familjen lorier som förekommer i södra Indien och på Sri Lanka. Enligt Wilson & Reeder (2005) och IUCN finns fyra underarter.
- L. l. grandis
- L. l. lydekkerianus
- L. l. malabaricus
- L. l. nordicus

## Utseende
Djuret har liksom den andra arten i samma släkte stora ögon och långa extremiteter. Individerna når en kroppslängd av cirka 26 centimeter och en vikt av cirka 270 gram. En svans saknas. Pälsens grundfärg är grå och beroende på underart och individ finns olika andra färg inblandade. På buken är pälsen allmänt ljusare. Kännetecknande är svarta ringar kring ögonen och en ljus linje mellan ögonen och på näsan.
Nästan alla tår har naglar. Bara den andra tån av händer och föder har en klo som används för pälsvården. För pälsvården har Loris lydekkerianus dessutom nedre framtänder som liknar en kam och broskiga utskott på tungans undersida.

## Utbredning och habitat
Utbredningsområdet i Indien sträcker sig över de södra delarna av bergstrakterna Västra Ghats och Östra Ghats. Där når arten 1200 meter över havet. Loris lydekkerianus lever även i Sri Lankas centrala och nordvästra delar. Som habitat föredras mera torra öppna skogar men arten hittas även i odlade områden.

## Ekologi
Individerna är aktiva på natten och äter huvudsakligen insekter. Dessutom ingår naturgummi i födan. En hona, en eller några hannar och deras ungar bildar en liten flock som kan ha sju medlemmar och som vilar tillsammans. Hannar är bara aggressiva mot hannar från andra flockar. Efter föda letar varje individ vanligen ensam. Honan är cirka 5,5 månader dräktig och sedan föds oftast två ungar.

## Hot och status
Arten hotas av habitatförstöring och i viss mån av jakt för några kroppsdelars skull som används i den traditionella asiatiska medicinen. Ibland fångas ungdjur för att hålla de som sällskapsdjur. Beståndet minskar men IUCN listar Loris lydekkerianus fortfarande som livskraftig (LC).